# Jokin Ezkieta
Jokin Ezkieta Mendiburu (Pamplona, 17 agosto 1996) è un calciatore spagnolo, portiere del Racing Santander.

## Carriera

### Club
Ezkieta è cresciuto nel settore giovanile dell'Osasuna e nel 2014 è stato assegnato alla squadra B in Segunda División B. L'anno successivo è stato acquistato dal Barcellona, che ha sua volta lo ha utilizzato nella squadra riserve. Il 22 luglio 2016 è passato in prestito al Sabadell dove ha trascorso una stagione da titolare in terza divisione. Il 25 agosto 2018 ha ricevuto la prima convocazione con la prima squadra dei blaugrana, nella trasferta di Primera División vinta 1-0 contro il Real Valladolid.
Rimasto svincolato al termine della stagione 2018-2019, il 1º luglio ha firmato un quadriennale con l'Athletic Bilbao, che lo ha assegnato al Bilbao Athletic. Ha debuttato in prima squadra il 28 gennaio 2020 nell'incontro di Coppa del Re vinto ai rigori contro il Tenerife anche grazie alla sua parata sul tiro di Joselu. A partire dalla stagione 2020-2021 è stato definitivamente promosso come riserva di Unai Simón ed il 22 maggio 2021 ha fatto il suo esordio in Primera División nell'ultima giornata di campionato persa 2-0 contro l'Elche. Relegato a terza scelta la stagione successiva, complice la promozione di Julen Agirrezabala, a fine stagione ha rescisso consensualmente il contratto con il club basco.
Il 5 luglio 2022 ha firmato un biennale con il Racing Santander. Inizialmente riserva di Miquel Parera, è divenuto titolare nella stagione 2023-2024.

### Nazionale
Ha giocato con la nazionale spagnola Under-19.

## Statistiche
Statistiche aggiornate al 30 dicembre 2024.

### Presenze e reti nei club
| Stagione                | Squadra                 | Campionato              | Campionato | Campionato | Coppe nazionali | Coppe nazionali | Coppe nazionali | Coppe continentali | Coppe continentali | Coppe continentali | Altre coppe | Altre coppe | Altre coppe | Totale | Totale | Totale |
| Stagione                | Squadra                 | Comp                    | Pres       | Reti       | Comp            | Pres            | Reti            | Comp               | Pres               | Reti               | Comp        | Pres        | Reti        | Pres   | Reti   |        |
| ----------------------- | ----------------------- | ----------------------- | ---------- | ---------- | --------------- | --------------- | --------------- | ------------------ | ------------------ | ------------------ | ----------- | ----------- | ----------- | ------ | ------ | ------ |
| 2014-2015               | Osasuna B               | SDB                     | 15         | -11        | -               | -               | -               | -                  | -                  | -                  | -           | -           | -           | 15     | -11    |        |
| 2015-2016               | Barcellona B            | SDB                     | 3          | -6         | -               | -               | -               | -                  | -                  | -                  | -           | -           | -           | 3      | -6     |        |
| 2016-2017               | Sabadell                | SDB                     | 37         | -37        | CR              | 0               | 0               | -                  | -                  | -                  | -           | -           | -           | 37     | -37    |        |
| 2017-2018               | Barcellona B            | SD                      | 2          | -4         | -               | -               | -               | -                  | -                  | -                  | -           | -           | -           | 2      | -4     |        |
| 2018-2019               | Barcellona B            | SDB                     | 10         | -13        | -               | -               | -               | -                  | -                  | -                  | -           | -           | -           | 10     | -13    |        |
| Totale Barcellona B     | Totale Barcellona B     | Totale Barcellona B     | 15         | -23        |                 | -               | -               |                    | -                  | -                  |             | -           | -           | 15     | -23    |        |
| 2019-2020               | Bilbao Athletic         | SDB                     | 26         | -33        | -               | -               | -               | -                  | -                  | -                  | -           | -           | -           | 26     | -33    |        |
| 2019-2020               | Athletic Bilbao         | PD                      | 0          | 0          | CR              | 1               | -3              | -                  | -                  | -                  | -           | -           | -           | 1      | -3     |        |
| 2020-2021               | Athletic Bilbao         | PD                      | 1          | -2         | CR              | 2               | -2              | -                  | -                  | -                  | SS          | 0           | 0           | 3      | -4     |        |
| 2021-2022               | Athletic Bilbao         | PD                      | 0          | 0          | CR              | 0               | 0               | -                  | -                  | -                  | SS          | 0           | 0           | 0      | 0      |        |
| Totale Athletic Bilbao  | Totale Athletic Bilbao  | Totale Athletic Bilbao  | 1          | -2         |                 | 3               | -5              |                    | -                  | -                  |             | 0           | 0           | 4      | -7     |        |
| 2022-2023               | Racing Santander        | SD                      | 6          | -5         | CR              | 1               | -1              | -                  | -                  | -                  | -           | -           | -           | 7      | -6     |        |
| 2023-2024               | Racing Santander        | SD                      | 42         | -55        | CR              | 0               | 0               | -                  | -                  | -                  | -           | -           | -           | 42     | -55    |        |
| 2024-2025               | Racing Santander        | SD                      | 21         | -22        | CR              | 0               | 0               | -                  | -                  | -                  | -           | -           | -           | 21     | -22    |        |
| Totale Racing Santander | Totale Racing Santander | Totale Racing Santander | 69         | -82        |                 | 1               | -1              |                    | -                  | -                  |             | -           | -           | 70     | -83    |        |
| Totale carriera         | Totale carriera         | Totale carriera         | 163        | -188       |                 | 4               | -6              |                    | -                  | -                  |             | 0           | 0           | 167    | -194   |        |

## Palmarès

### Club

#### Competizioni nazionali
- Supercoppa di Spagna: 1

Athletic Bilbao: 2021